# Валя-Русулуй (Румунія)
Валя-Русулуй (рум. Valea Rusului) — село у повіті Келераш в Румунії. Входить до складу комуни Лупшану.
Село розташоване на відстані 72 км на схід від Бухареста, 31 км на північний захід від Келераші, 131 км на захід від Констанци, 142 км на південний захід від Галаца.

## Населення
За даними перепису населення 2002 року у селі проживала 81 особа, усі — румуни. Усі жителі села рідною мовою назвали румунську.